# ベスページ駅
ベスページ駅（英: Bethpage Station）とはロングアイランド鉄道の本線の駅である。この駅はニューヨーク州ベスページにあるスチュアート・アベニューとジャクソン・アベニューとの交差点に位置し、ロンコンコマ支線の列車が利用できる。セントラル支線を走行する列車もこれらの線路を使用するが、1本も停車しない。
ロングアイランド鉄道 (LIRR) の線路は1841年に現在と同じ位置に完成した。
当初はここには停車せず、「ベスページ」の名は、東隣のファーミングデール駅に関連する"late Bethpage"という表記中に現れるのみである。
1854年までに、LIRRは「エルサレム・ステーション (Jerusalem Station)」と呼ばれる現地の駅 (local station) に停車した。
現地の郵便局は1857年1月29日に「エルサレム・ステーション」という名前で開業した。
LIRRの時刻表もまたその駅を単に「エルサレム (Jerusalem)」と称していた。
1867年、住民は現地の郵便局の名前を「セントラル・パーク (Central Park)」に変更することを票決し、1936年までそれと「エルサレム」がLIRRの時刻表に現れた。1936年10月1日にその駅とその郵便局は「ベスページ (Bethpage)」と改名された。1959年には、その駅は全焼し置き換えられた。1987年に電化された。
近くの2駅もまた名前の中に「ベスページ」を含んでいた。
- ベスページ・ジャンクション駅（英: Bethpage Junction）は現在の駅の東側への接続点であり、1873年に建設されたLIRRが「ロング・アイランド・セントラル鉄道（英語版）」と交差する場所であった。プラットホームは乗客が乗り換えを行うことができるようにするために建設された。これは現在のセントラル支線が本線からベス信号場 (Beth Interlocking) で分岐する場所（ベスページ駅の1マイル南東、バビロン駅（英語版）およびモントーク支線（英語版）へ向かう途中）にある。LIRRは1925年にベス信号場に手動転轍器に代えてBタワー (B-Tower) を設置した。
- ベスページ駅（英: Bethpage）もまた、かつてベスページ・ジャンクションから現在オールド・ベスページ（英語版）と呼ばれるコミュニティ（1936年まではベスページと呼ばれた）にあった旧ベスページ煉瓦工場まで続いていたベスページ支線の北の終点の名前であった。

1873年から1876年まで、「ロング・アイランド・セントラル鉄道」は「セントラル・パーク」という名前の定期的に予定された停車場 (regularly scheduled stop ) をプレインエッジにあるスチュアート・アベニューとモーター・レーンの交差点付近（現在の駅の約0.75マイル南）に所有していた。
サービスはLIRRによりその場所で1924年ごろまで続けられた。

## 駅構造
| 1 | ■ロンコンコマ支線 | ニューヨーク方面 （ヒックスヴィル）     |  |
| 1 | ■モントーク支線   | 通過                                    |  |
| 2 | ■ロンコンコマ支線 | ロンコンコマ方面 （ファーミングデール） |  |
| 2 | ■モントーク支線   | 通過                                    |  |

この駅は2線および高床の相対式ホーム2面を有し、どちらも有効長は12両である。1番線と隣接する北側のプラットホームは通常西行きまたはニューヨーク行き列車が使用する。2番線と隣接する南側のプラットホームは通常東行き列車が使用する。